# Andrea da Grosseto
Andrea da Grosseto (XIII wiek) – włoski pisarz, urodzony w Grosseto. Przetłumaczył traktaty moralne Albertano da Brescia z łaciny na włoski, w Paryżu w 1268. Jest uważany za pierwszego pisarza w języku włoskim.

## Twórczość
- Della consolazione e dei consigli (Liber Consolationis et Consilii).
- Dottrina del tacere e del parlare (Liber Doctrina Dicendi et Tacendi).
- Dell'amore e della dilezione di Dio e del prossimo e delle altre cose (Liber de Amore et Dilectione Dei et Proximi et Aliarum Rerum et de Forma Vitae).